# Basilique de Glyfáda
La basilique de Glyfáda (grec moderne : βασιλική της Γλυφάδας) est un ancien édifice chrétien situé à Glyfáda, dans la périphérie de l'Attique, en Grèce.

## Emplacement
L'édifice est situé à proximité du rivage de Glyfáda, près de l'avenue Possidónos.

## Histoire et description
Construite au cours du Ve siècle, cette basilique, d'une largeur de 15,72 mètres, est composée de trois nefs avec narthex. Les colonnades séparant les trois nefs sont liées entre elles par un muret de faible hauteur. Le sol du narthex, de la nef centrale, ainsi que du sanctuaire, sont couverts de plaques de marbre. Au VIe  ou  VIIe siècle, la basilique est détruite et, par la suite, remplacée par un édifice de taille plus modeste, ne comprenant que la nef centrale du bâtiment initial,.